# Instituto de aprendizaje judío Rohr
El Instituto de aprendizaje judío Rohr (en inglés estadounidense: The Rohr Jewish Learning Institute) es una división de Merkos L'Inyonei Chinuch, el brazo educativo de la dinastía jasídica judía ortodoxa Jabad-Lubavitch. El instituto ofrece cursos judíos para adultos sobre historia judía, ley judía, derecho judío, ética judía, filosofía judía y literatura rabínica en todo el mundo. También desarrolla programas de estudios judíos específicamente para mujeres, estudiantes universitarios, adolescentes y personas mayores.
En 2014, la organización afirmó que había 117 500 personas inscritas. El modelo combina un enfoque basado en la investigación con el diseño instruccional, con el objetivo de presentar las enseñanzas religiosas judías tradicionales en un marco académico contemporáneo. Su sede se encuentra en el área de Crown Heights de Brooklyn, en Nueva York, en los EUA.

## Historia
El instituto Rohr fue fundado en 1998. El primer curso de misticismo judío, se puso a prueba en quince centros de Jabad en 1999. El instituto se expandió posteriormente con un crecimiento controlado, introduciendo el programa de aprendizaje entre quince y veinte nuevas ciudades anualmente hasta 2005, cuando Rohr se expandió a 40 nuevas ciudades. Desde su creación en 1998, más de 500 000 estudiantes han completado los cursos del instituto Rohr, con una matrícula de entre 12 000 y 16 000 estudiantes inscritos cada semestre. Para 2010, Rohr había desarrollado 37 cursos separados de seis semanas, los más populares de los cuales han sido sobre los temas del pensamiento judío, la ley judía (halajá) y el misticismo judío.
En 2005, Rohr lanzó su división de Estudios de la Torá, que actualmente está activa en 248 comunidades alrededor del mundo, y puso a prueba su primer plan de estudios para adolescentes JLI Teens.
En 2005, los materiales educativos del instituto fueron traducidos al idioma español. En 2011, se desarrolló un plan de estudios en hebreo y dicho programa, se puso a prueba en diez ciudades israelíes. Actualmente hay 30 sedes de Rohr en Eretz Israel, así como clases de hebreo en todo el mundo en comunidades con grandes concentraciones de expatriados israelíes. La división de idioma ruso se añadió en 2012 y actualmente consta de 40 capítulos activos en todo el territorio de la Comunidad de Estados Independientes. Los materiales del curso se desarrollaron en alemán el mismo año y se enseñan en cinco ciudades de Alemania.
En 2013, 382 capítulos en 24 países y 31 estados de  Estados Unidos ofrecían los cursos del instituto Rohr. En 2022, esta organización creció hasta contar con más de 400 capítulos activos en 28 países, y en 2024, contaba más de 900 comunidades.

## Cursos
Una red de capítulos locales afiliados ofrece cursos a las comunidades judías. Los cursos estrella de Rohr constan de seis sesiones semanales y cada unidad de clase se imparte simultáneamente en todas sus sedes.
Los cursos específicos de Rohr están acreditados para ofrecer créditos de educación jurídica continua en los colegios de abogados de 31 estados de los EUA, en varias provincias de Canadá, Australia y el Reino Unido, así como la Asociación de Abogados de Flandes y la Junta Nacional de Abogados de Sudáfrica. Los cursos de Rohr están acreditados por el Consejo de acreditación para la educación médica continua para créditos de formación médica continua, así como por la Escuela de psiquiatría de Washington y la Asociación Estadounidense de Psicología.
La familia del ex Primer ministro israelí, Isaac Shamir, encargó a Rohr desarrollar una serie de clases educativas durante la hora del almuerzo que se ofrecerían en las oficinas corporativas en Eretz Israel.

## Departamentos
Además de la oferta de cursos emblemáticos, Rohr se ha diversificado para ofrecer los siguientes programas orientados a segmentos específicos de la comunidad.

### Estudios de la santa Torá
El Departamento de Estudios de la santa Torá desarrolla clases semanales que se imparten durante todo el año sobre porciones de la santa Torá correspondientes a las que se leen en las sinagogas cada Sabbat. El curso está dirigido a estudiantes que buscan un estudio continuo de la santa Torá, las lecciones se centran en temas relevantes de la vida, como el crecimiento personal, la ética empresarial, las responsabilidades sociales, las relaciones personales y el medio ambiente.

### Majón Shmuel
En 2013, Majón Shmuel: El instituto de investigación Sami Rohr, es un grupo de expertos de la Torá, bajo los auspicios del instituto Rohr, que ofrece servicios a los emisarios de Jabad en todo el mundo.

### Curso para adolescentes: JLI Teens
El primer curso Rohr para adolescentes se realizó en 2009. Los cursos para adolescentes del instituto Rohr tienen como objetivo hacer que el judaísmo sea relevante para los adolescentes y forjar una nueva generación de liderazgo judío. Los adolescentes participan en una serie de cursos integrales sobre temas que contemplan y brindan un lugar seguro para debatir sobre temas como la ética y los valores personales, el antisemitismo, el propósito de la vida, las relaciones, la fe, la razón, la justicia social, el liderazgo e Israel.
Se invita a unos pocos adolescentes seleccionados en cada capítulo que demuestran cualidades de liderazgo a unirse al programa de pasantías internacionales para adolescentes de Rohr. El papel de los pasantes incluye participar en conferencias telefónicas conjuntas para compartir ideas, proporcionar comentarios y sugerencias anticipados a los desarrolladores de cursos y participar en concursos y actividades. JLI Teens se ofrece en setenta ciudades de los Estados Unidos, Canadá, Sudamérica, Rusia, Sudáfrica, China, Europa y Oriente Medio.

### Sociedad Sinai Scholars
La sociedad Sinai Scholars, fue introducida en tres campus universitarios en 2006, es un programa integrado de becas para estudiantes en campus universitarios que comprende el estudio de la santa Torá, actividades sociales y oportunidades de establecer contactos nacionales. El plan de estudios de ocho partes aborda los aspectos esenciales del judaísmo, introduciendo a los estudiantes al significado contemporáneo de la vida judía. Los estudiantes presentan un trabajo académico sobre el pensamiento judío y participan en eventos comunitarios y festivos. Sinai Scholars se ofrece en asociación con Jabad en el Campus en 185 universidades, incluidas universidades de la Ivy League, estatales y privadas a partir de 2024.
La sociedad Sinai Scholars patrocina un simposio anual de estudiantes y académicos. Un grupo seleccionado de estudiantes universitarios de todo el país presenta trabajos sobre la relevancia actual de las ideas y las creencias judías fundamentales; el autor del trabajo ganador recibe un premio monetario en efectivo. En el simposio, los estudiantes se mezclan con los miembros judíos de la comunidad académica y se conectan con compañeros judíos de otros campus.

### Sociedad Rosh Chodesh
La división de estudios de la mujer de Rohr, la sociedad Rosh Chodesh, fue fundada en 2009 en memoria de Rivka Holtzberg, la emisaria de Jabad que junto con su esposo, el rabino Gavriel Holtzberg, de bendita memoria, fue víctima de un ataque terrorista en Mumbai, India. Su curso inicial, la tienda de Rivka, fue una serie de estudios basados en los mandamientos (mitzvot) dirigidos específicamente a las mujeres judías. La sociedad Rosh Chodesh tiene afiliados en más de 150 comunidades alrededor del mundo.

### El Café de la Torá
En 2009, Rohr creó el Café de la Torá, un sitio web que ofrece conferencias, talleres e inspiración de su biblioteca. Los videos cubren una amplia gama de temas disponibles, incluido el estudio académico de la Torá, el idioma, la literatura judía, la historia judía, las biografías de personalidades judías, la música y la ética judía.

### El Retiro Judío Nacional
Rohr patrocina un retiro anual de seis días, el Retiro Nacional Judío, que incluye conferencias en vivo y talleres interactivos sobre la vida, la ley, la historia, la cultura y la tradición judías, dirigidos por académicos y expertos en sus diversos campos de estudio. El retiro anual se celebra cada verano en un hotel y ofrece cocina glatt kosher y entretenimiento.
En 2013, el Retiro Nacional Judío, lanzó la Conferencia anual de ética médica judía, que incluye debates interactivos entre médicos participantes y especialistas en ética médica judía, sobre dilemas actuales y emergentes en el campo de la ética médica. El curso está acreditado por la conferencia de ética médica.

### La Tierra y el espíritu: La experiencia de Israel
En respuesta a la demanda nacional de los estudiantes que participaron en el curso de otoño de 2007 sobre Israel, la Tierra y el Espíritu, Rohr lanzó su primera experiencia de Israel en marzo de 2008. La gira bianual ofrece una mirada desde adentro de Israel. Además de visitar sitios históricos y religiosos, los participantes se reúnen con políticos israelíes, eruditos de la santa Torá y residentes locales. Los participantes llevan mensajes de apoyo de sus comunidades de origen en la diáspora a las FDI y a las familias de las víctimas de la violencia. Hasta la fecha, un total de 2500 judíos de la diáspora se han unido a la experiencia de Israel.

## Formación de instructores
La academia Rohr ofrece capacitación continua a sus instructores afiliados en pedagogía y estudio en profundidad de temas relacionados con el contenido curricular. La academia organiza una conferencia anual, seminarios web intermitentes, podcasts, instrucción interactiva y oportunidades de capacitación individual. La academia Rohr también sirve como foro de discusión entre el equipo de desarrollo curricular y los afiliados. La academia actúa como caja de resonancia para los instructores y ofrece orientación académica.

## Asociación con la Fundación Kohelet
Desde el otoño de 2010, Rohr ha sido un proveedor de educación judía para adultos a través del programa Kohelet Fellowships, una experiencia de aprendizaje judío de dos años para padres de estudiantes de escuelas diurnas judías. Los becarios estudian textos judíos, ya sea en cursos o de forma individual, participan en eventos de aprendizaje comunitario y exploran las lecciones con sus familias. Los becarios reciben descuentos en el pago de la matrícula de las escuelas de sus hijos gracias a subvenciones de la Fundación Kohelet y sus socios financieros. Los cursos sobre judaísmo y los compañeros de estudio para los padres participantes son organizados por Rohr y el centro para un futuro judío de la Universidad Yeshiva.